# Wąsy i peruka
Wąsy i peruka – trzyaktowa komedia Józefa Korzeniowskiego. Prapremiera odbyła się w Krakowie 30 września 1852.

## Tematyka
Tematem utworu jest tzw. spór fraka z kontuszem, tj. dyskusja o uleganiu zagranicznym wpływom wobec wierności staropolskiej tradycji. Temat ten był wielokrotnie poruszany w polskiej literaturze oświeceniowej (m.in. Fraczek zawstydzony, Szkoda wąsów i Cudzoziemczyzna). Wydana w 1852 r. komedia Wąsy i peruka jest pierwszą, która ujmuje ten temat z pozycji historycznej.

## Treść
Akcja utworu osadzona w Warszawie w drugiej połowie XVIII w. Dwóch rywali ubiega się o rękę panny Tekli. Pierwszy z nich: Wojnicki ubiera się po francusku (frak, peruka), drugi: Zamiechowski nosi staropolski kontusz i wąsy aż do momentu, kiedy daje się oszukać. Intryganci przekonują Zamiechowskiego, że zyska godność kasztelana i tym samym znacznie zwiększy swoje szanse na ożenek z panną Teklą, jeśli zmieni ubiór na bardziej cudzoziemski. Zamiechowski podchodzi do sprawy bardzo poważnie: sprowadza francuskich krawców i balwierza a następnie szykuje się do przymiarki nowych strojów. Jednak widząc swoje odbicie w lustrze i słysząc szyderczy śmiech służących wpada we wściekłość. Zrzuca z siebie perukę i frak i z pasją rzuca je na ziemi. Decyduje ostatecznie, że woli pozostać wiernym staropolskiemu kontuszowi.

## Inscenizacje (wybór)

### XIX wiek
Premiera Wąsów i peruki we Lwowie odbyła się 19 listopada 1852. W teatrze krakowskim sztuka była wznawiana przynajmniej ośmiokrotnie do końca XIX w (1855, 1860, 1861, 1863, 1868, 1869, 1893). W 1875 r. komedia ta została odegrana jako przedstawienie inaugurujące otwarcie Teatru Polskiego w Poznaniu. Na terenie zaboru rosyjskiego komedia Wąsy i peruka była zakazana przez cenzurę od 1864 r. Wystawiano ją jedynie na prowincji (Brześć Litewski, Busko, Lublin, Ciechanów). Teatr Polski Józefa Teksla wystawił tę sztukę w Petersburgu (1882)

### XX wiek[3][1]
| Teatr                                             | Rok premiery | Reżyseria              |
| ------------------------------------------------- | ------------ | ---------------------- |
| Teatr Polski w Warszawie                          | 1913         | Aleksander Zelwerowicz |
| Teatr Polski w Wilnie                             | 1914         |                        |
| Teatr Polski w Kijowie                            | 1917         |                        |
| Teatr Polski w Poznaniu                           | 1925         | Mieczysław Szpakiewicz |
| Teatr Reduta w Wilnie                             | 1928         |                        |
| Teatr Miejski w Bydgoszczy                        | 1930         | Kazimierz Korecki      |
| Teatr Miejski im. Juliusza Słowackiego w Krakowie | 1934         |                        |
| Teatr Ziemi Pomorskiej w Toruniu                  | 1935         | Hanna Małkowska        |
| Teatr Nowy w Poznaniu                             | 1946         | Czesław Strzelecki     |

### XXI wiek
W 2008 r. Studium Aktorskie przy Teatrze Śląskim im. Stanisława Wyspiańskiego w Katowicach wystawiło Wąsy i perukę (reż. Bogumiła Murzyńska). Przedstawienie odbyło się w Muzeum Zamkowym w Pszczynie.

## Spektakl radiowy
W 1968 r. w Teatrze Polskiego Radia wyemitowano spektakl Wąsy i peruka w adaptacji Zofii Orszulskiej i reżyserii Ireny Byrskiej.